# Ryan Praveen
Ryan Praveen (* 28. Mai 2002 in Singapur), mit vollständigen Namen Ryan Praveen Tamil Selven, ist ein singapurischer Fußballspieler.

## Karriere
Ryan Praveen erlernte das Fußballspielen in der Schulmannschaft der St. Patrick’s School. Im Januar 2020 wechselte er in die Juniorenmannschaft des Erstligisten Balestier Khalsa. Als Juniorenspieler bestritt er 2022 vier Erstligaspiele für Balestier. Am 24. Januar 2023 trat er seinen Militärdienst an. Einen Tag später erfolgte eine Ausleihe zu dem Erstligisten Young Lions. Die Young Lions sind eine U23-Mannschaft, die 2002 gegründet wurde. In der Elf spielen U23-Nationalspieler und auch Perspektivspieler. Ihnen soll die Möglichkeit gegeben werden, Spielpraxis in der ersten Liga zu sammeln. 2023 bestritt er für die Lions acht Erstligaspiele.